# Mariano Salas
Mariano Salas (San Miguel de Tucumán, 1814 - Buenos Aires, 17 de septiembre de 1866) fue un militar unitario argentino, que participó en la Guerra del Brasil; en la Guerra del Paraguay y en las guerras civiles argentinas.
Hijo de Marcos Salas y Francisca Espinosa, comienza su carrera militar como abanderado de Blas José Pico y forma parte de la campaña bajo el comando de Olavarría, en el Regimiento 16 de Caballería en la Guerra del Brasil donde participa en las batallas de Ombú, Ituzaingó, Camacuá, Yerbal, Potreros del Padre Filiberto y Las Cañas.
Por su desempeño en Ituzaingó recibe el escudo de plata y cordones de honor expedido por el General Carlos María de Alvear.
Cuando finaliza la Guerra del Brasil se suma al golpe o derrocamiento del gobernador de Buenos Aires Manuel Dorrego perpetrado por la logia Unitaria (Revolución del 1.º de diciembre de 1828) bajo el mando del General Lavalle y participa junto a este en las batallas de Navarro, Zapallar y Puesto de Márquez, ascendiendiendo a Capitán en marzo de 1829.
A partir de diciembre de 1829 y durante toda la primera gobernación de Buenos Aires por parte de Juan Manuel de Rosas fue perseguido y encarcelado en tres oportunidades logrando evadirse e incorporarse a las fuerzas del General Lavalle participando en las batallas de Sauce Grande, Tala, Ombú, Quebracho Herrado y San Calá.
En 1840 asciende a teniente coronel.
Tras la muerte del general Lavalle por un atentado perpetrado por los Federales en San Salvador de Jujuy el 9 de octubre de 1841 forma parte de la peregrinación que transporta el cadáver hacia la Catedral de Potosí para evitar que fuera capturado como trofeo por parte de los Federales, debiendo descarnar el cuerpo en descomposición y logrando finalmente depositar los restos el 22 de octubre de 1841.
Posteriormente emigra a Bolivia y Perú bajo las órdenes de José Ballivián y Segurola donde comanda el Regimiento de Cazadores a Caballo por dos años hasta 1857 bajo el mando del Gran Mariscal del Perú Ramón Castilla y Marquesado.
Durante 1857 regresa a Buenos Aires y pasa a formar parte del Regimiento de Carabineros de Buenos Aires y participa de la Campaña del coronel Nicolás Granada a Pigüé en 1858 combatiendo a los guerreros mapuches de Calfucurá quienes resultarán vencidos.
Es ascendido el 17 de junio de 1858 a Coronel graduado.
Participa en las batallas de Cepeda y en la decisiva de Pavón bajo el mando del Teniente General Bartolomé Mitre.
En 1865 marcha al Paraguay como parte del Estado Mayor de Bartolomé Mitre pero resulta herido gravemente en un brazo y retorna a Buenos Aires donde inicia una recuperación pero fallece de apoplejía el 17 de septiembre de 1866, cumpliendo 41 años de carrera militar desde 1825.
La ciudad de Buenos Aires posee una calle en su homenaje recorriendo casi un kilómetro dentro del barrio de Parque Chacabuco.